# Agrilinus ater
Espèce
Agrilinus ater (ou Aphodius ater) est une espèce d'insectes de l'ordre des coléoptères, de la famille des Scarabaeidae, de la sous-famille des Aphodiinae, du genre Agrilinus.

## Systématique
L'espèce Agrilinus ater est décrite par le biologiste suédois Charles de Geer en 1787. 

## Variétés
L'espèce comprend trois variétés selon Modèle:Biofref
- Agrilinus ater ascendens Reiche, 1863
- Agrilinus ater falsarius Reitter, 1892
- Agrilinus ater lucasi (Harold, 1859)

## Synonymie
- Aphodius ater (De Geer, 1774) [1]
- Aphodius mediocris Schmidt, 1916[2]
- Aphodius terrenus Stephens, 1830[2]
- Scarabaeus obscurus Marsham, 1802  [2]
- Scarabaeus pusillus Marsham, 1802 [2]
- Scarabaeus terrestris Fabricius, 1775 [2]